# فرنك باسيفيكي
فرنك باسيفيكي أو فرنك س ف ب (بالفرنسية: Franc Pacifique)‏. وهي العملة المتداولة في بولينزيا الفرنسية وكاليدونيا الجديدة ووالس وفوتونا. رموز أيزو 4217 هو XPF. وهي عملة مرتبطة باليورو وتساوي 0.00838 يورو.

## الأوراق النقدية
بدأت مؤسسة إصدار ما وراء البحار [الإنجليزية] (IEOM) في إصدار الأوراق النقدية في هيبريدس الجديدة في عام 1965، وفي كاليدونيا الجديدة وبولينيزيا الفرنسية في عام 1969. في 1 أكتوبر 1986 قدمت ورقة نقدية جديدة بقيمة 10,000 فرنك وكانت مستخدمة في بولنيزيا الفرنسية وكاليدونيا الجديدة.
لم يتغير التصميم العام منذ عام 1969. يظهر جانب واحد مناظر طبيعية أو شخصيات تاريخية لكاليدونيا الجديدة، بينما يُظهر الجانب الآخر من الأوراق النقدية مناظر طبيعية أو شخصيات تاريخية لبولينيزيا الفرنسية.
في 6 يناير 2014، كشف IEOM النقاب عن تصاميم لسلسلة جديدة من الأوراق النقدية. أصدرت الأوراق النقدية الجديدة في 20 يناير. توقفت الإصدارات القديمة عن التداول في 30 سبتمبر من ذلك العام، ولكن يمكن استبدالها إلى أجل غير مسمى في مكاتب.
| الصورة     | الصورة     | القيمة     | الوصف                                                                            | الوصف |
| الوجه      | العكس      | القيمة     | الوجه                                                                            | العكس |
| سلسلة 1985 | سلسلة 1985 | سلسلة 1985 | سلسلة 1985                                                                       | سلسلة 1985 |
| ---------- | ---------- | ---------- | -------------------------------------------------------------------------------- | --- |
|            |            | 500        | صياد سمك                                                                         | رجل |
|            |            | 1000       | بنت                                                                              | كنيسة فاو (كاليدونيا الجديدة)، كوخ، طائر الكاغو، غزال                                                                         |
|            |            | 5000       | لويس أنطوان دو بوغنفيل، سفن شراعية                                               | الأدميرال فيبفرير ديسبوينتس                                                                                                   |
|            |            | 10000      | امرأة، أكواخ من القش                                                             | امرأة، سمك |
| سلسلة 2014 |            |            |                                                                                  | |
|            |            | 500        | نمط قماش تابا (جزيرة واليس)، أوراق الكافا، عصفور الجنة الملكي                    | بلوميريا، غاردينيا تاهيتية، نمط قماش سيابو (جزيرة فوتونا)                                                                     |
|            |            | 1000       | نمط قماش تابا (جزيرة واليس)، سمك الراي اللاسع، سلحفاة                            | ببغاء مقرن، الكاغو، خرشنة بيضاء، نمط قماش سيابو (جزيرة فوتونا)                                                                |
|            |            | 5000       | نمط قماش تابا (جزيرة واليس)، Nautilus macromphalus، سمكة الشعاب المرجانية، مرجان | مرجان ومحار وسمكة نابليون ونمط قماش سيابو (جزيرة فوتونا)                                                                      |
|            |            | 10000      | نمط قماش تابا (جزيرة واليس)، مجاديف، فاري (كوخ من القش)، أشجار النخيل            | أكواخ مستديرة، مركز جان ماري تي إي أبو الثقافي (شبه جزيرة تينا، كاليدونيا الجديدة)، نمط قماش سيابو (جزيرة فوتونا)، مدقة حجرية |